# 807 Ceraskia
807 Ceraskia este un asteroid din centura principală, descoperit pe 18 aprilie 1915, de Max Wolf.